# Clambus silvaticus
Clambus silvaticus is een keversoort uit de familie oprolkogeltjes (Clambidae). De wetenschappelijke naam van de soort werd in 1993 gepubliceerd door Sebastian Endrödy-Younga.